# Margarita Terekhova
Pour les articles homonymes, voir Terekhova.
Margarita Borissovna Terekhova (en russe : Маргарита Борисовна Терехова), née le 25 août 1942 à Tourinsk dans l'oblast de Sverdlovsk, est une actrice et réalisatrice russe.

## Biographie
Après avoir fini l'école avec une médaille d'or, en 1959, Margarita Terekhova commence ses études à l'université nationale d'Ouzbékistan. Abandonnant tout, elle part pour Moscou où elle suit une formation au studio d'art dramatique de Iouri Zavadski au sein du théâtre Mossoviet, jusqu'en 1964, année où elle intègre la troupe de ce théâtre.
La carrière cinématographique de Margarita Terekhova commence en 1965, avec le film Bonjour, c'est moi !. Elle enchaîne avec Gare de Biélorussie d'Andreï Smirnov en 1970, et, en 1975, Le Miroir d'Andreï Tarkovski qui la dirige aussi, en 1977, dans Hamlet au théâtre.
En 1978, son rôle de Milady de Winter dans D'Artagnan et les Trois Mousquetaires lui apporte la gloire nationale.
En 1983, avec Igor Talkov, Margarita Terekhova monte son propre théâtre « Balagantchik » où elle se produit jusqu'en 1986. Elle revient ensuite au théâtre Mossoviet. L'actrice est nommée artiste du peuple de la fédération de Russie en 1996.
En 2005, elle s'essaie à la réalisation avec le film La Mouette d'après la pièce d'Anton Tchekhov.
Depuis 2011, atteinte d'une maladie neurodégénérative, Terekhova ne sort plus de chez elle et ne donne plus d’interview.
En 2013, elle reçoit l'ordre de l'Honneur pour l'ensemble de son œuvre.

## Filmographie partielle
Cinéma
- 1965 : Bonjour, c'est moi (Здравствуй, это я!) de Frunze Dovlatyan
- 1967 : L'Écuyère des vagues (Бегущая по волнам) de Pavel Lioubimov
- 1970 : Gare de Biélorussie (Белорусский вокзал) d'Andreï Smirnov
- 1972 : Le Quatrième (en russe : Четвёртый) de Aleksandr Stolper : Kath
- 1975 : Rikki-Tikki-Tavi (Рикки-Тикки-Тави) d'Alexandre Zgouridi
- 1975 : Le Miroir (Зеркало) d'Andreï Tarkovski
- 1975 : Des diamants pour la dictature du prolétariat (Бриллианты для диктатуры пролетариата) de Grigori Kromanov : Vera
- 1976 : L'Oiseau bleu (The Blue Bird) de George Cukor
- 1977 : Le Chien du jardinier (Собака на сене) de Yan Frid : Diana, comtesse de Belflor
- 1977 : Qui ira à Trouskavets (Кто поедет в Трускавец) de Valeri Arkhadov
- 1980 : Marthe la pieuse (ru) (Благочестивая Марта) de Yan Frid : Marthe
- 1982 : Tout aurait pu être différent (Все могло быть иначе) de Valeri Yeregui
- 1986 : La Russie des origines (Русь изначальная) de Guennadi Vassiliev
- 1989 : Ça (Оно) de Sergueï Ovtcharov
- 1989 : Pater Noster (Отче наш) de Efim Dzigan et Boris Yermolaïev
- 1990 : Seulement pour les fous (Только для сумасшедших) de Arvo Iho
- 1995 : Le Chemin (Тропа) de Mikhaïl Kossyrev-Nesterov
- 2005 : La Mouette (Чайка, Tchaïka) - réalisatrice, scénariste

Télévision
- 1978 : D'Artagnan et les Trois Mousquetaires de Gueorgui Jungwald-Khilkevitch

## Distinctions
- 1976 - titre d'artiste émérite de la république socialiste fédérative soviétique de Russie
- 1991 - grand prix au Festival international du cinéma d'auteur à San Remo pour son rôle dans le film Seulement pour les fous («Только для сумасшедших»)
- 1992 - prix au Festival du cinéma nordique de Rouen pour son rôle dans le film Seulement pour les fous («Только для сумасшедших»)
- 1993 - prix au Festival du cinéma de Bruges
- 1996 - artiste du peuple de la fédération de Russie
- 2012 - diplôme et prix pour l'ensemble de l’œuvre d'une personnalité du monde cinématographique au Festival du cinéma russe « Première de Moscou » (Московский фестиваль отечественного кино «Московская премьера»)
- 2013 - ordre de l'Honneur